# Jimmy Oliver
Jimmy Allen Oliver (ur. 12 lipca 1969 w Menifee) – amerykański koszykarz, występujący na pozycjach rzucającego obrońcy lub niskiego skrzydłowego.
W 1987 został wybrany najlepszym koszykarzem szkół średnich stanu Arkansas (Mr. Basketball of Arkansas).

## Osiągnięcia
Na podstawie, o ile nie zaznaczono inaczej.
NCAA
- Uczestnik rozgrywek:
  - II rundy turnieju NCAA (1990)
  - turnieju NCAA (1990, 1991)
- Zaliczony do I składu Big 10 (1991)
- Lider Big 10 w liczbie rzutów za 3 punkty (79 – 1991)

Drużynowe
- Mistrz Słowenii (2006)
- Zdobywca:
  - pucharu:
    - Saporty (2001)
    - Galicji (1993)
    - Słowenii (2006)

  - Superpucharu Słowenii (2005)

Indywidualne
- MVP:
  - finałów Pucharu Saporty (2001)
  - kolejki ligi hiszpańskiej (19 – 1994/1995)[4]
- Uczestnik meczu gwiazd ligi greckiej (2001, 2002)
- Lider:
  - strzelców finałów Pucharu Saporty (2001)
  - ligi hiszpańskiej ACB w skuteczności rzutów za 3 punkty (1995 – 49,67%)[5]

Reprezentacja
- Brązowy medalista mistrzostw świata (1998)[6]